# 635

## Събития
- Хан (кан) Кубрат основава държавата Велика България. Столица на държавата – Фанагория на дн. Тамански полуостров;
- Халиф Омар превзема Дамаск и цяла Сирия.